# Paolo Monti
Pour les articles homonymes, voir Monti.
Paolo Monti, né le 11 août 1908 à Novare et mort le 29 novembre 1982  à Milan, est un photographe italien. Il est considéré comme étant « l'un des représentants significatifs de la réalité culturelle de la photographie » dans les années 1960.

## Biographie

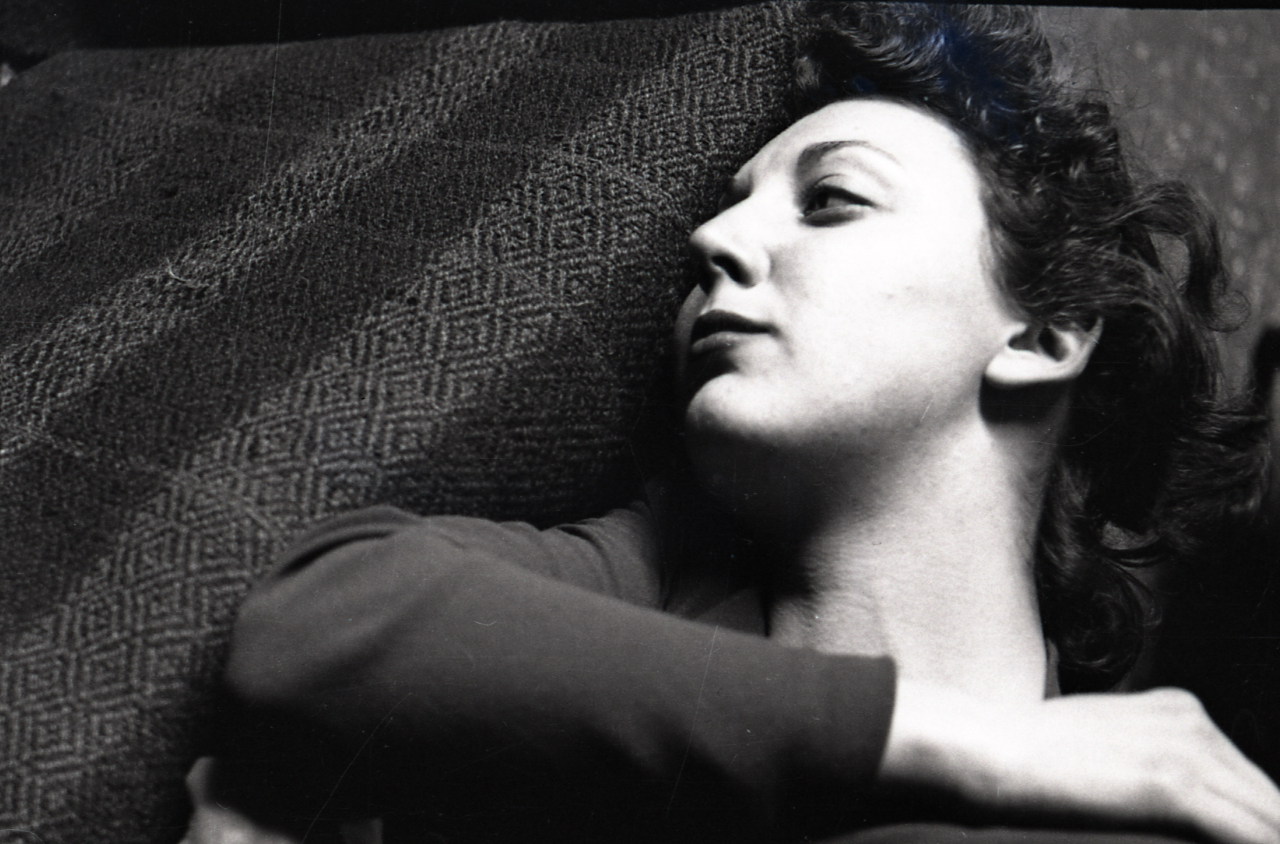
Maria Binotti, épouse de Paolo Monti, en 1970.

Son père, Romeo, originaire du Val d'Ossola, est photographe amateur et le jeune Paolo passe son enfance entre les plaques photographiques et les lourds appareils de l'époque.
La famille déménage souvent d'une petite ville à l'autre, pour suivre les affectations du père dans les agences bancaires où celui-ci travaille comme fonctionnaire. Paolo part ensuite pour étudier à la Bocconi, à Milan. Il en sort diplômé en économie politique, en 1930, et travaille ensuite quelques années dans le Piémont.
Peu après la disparition précoce de son père, en 1936, il épouse Maria Binotti, une amie d'enfance, qu'il connaît depuis ses jeunes années dans le Val d'Ossola.
La même année, il est embauché par la Montecatini. Il travaille pour plusieurs filiales de l'entreprise, déménageant souvent. En 1939, il est affecté à Mestre, où il réside jusqu'à la fin 1945, date à laquelle il quitte l'entreprise, en raison de troubles survenus lors de la phase finale du fascisme. Grâce à l'aide d'un ami photographe, il trouve à s'employer dans un groupement agricole régional, et déménage pour Venise la même année.

### Photographie
Parallèlement à son activité professionnelle, Paolo Monti se consacre de plus en plus au hobby de la photographie. En 1947, avec quelques amis, il fonde le cercle La Gondola, qui s'impose en l'espace de très peu d'années comme un mouvement d'avant-garde sur la scène internationale. 
En 1953, fort de ses collaborations régulières avec de grandes revues d'architecture et de design, il décide de changer de métier et retourne à Milan pour se consacrer entièrement à la photographie.

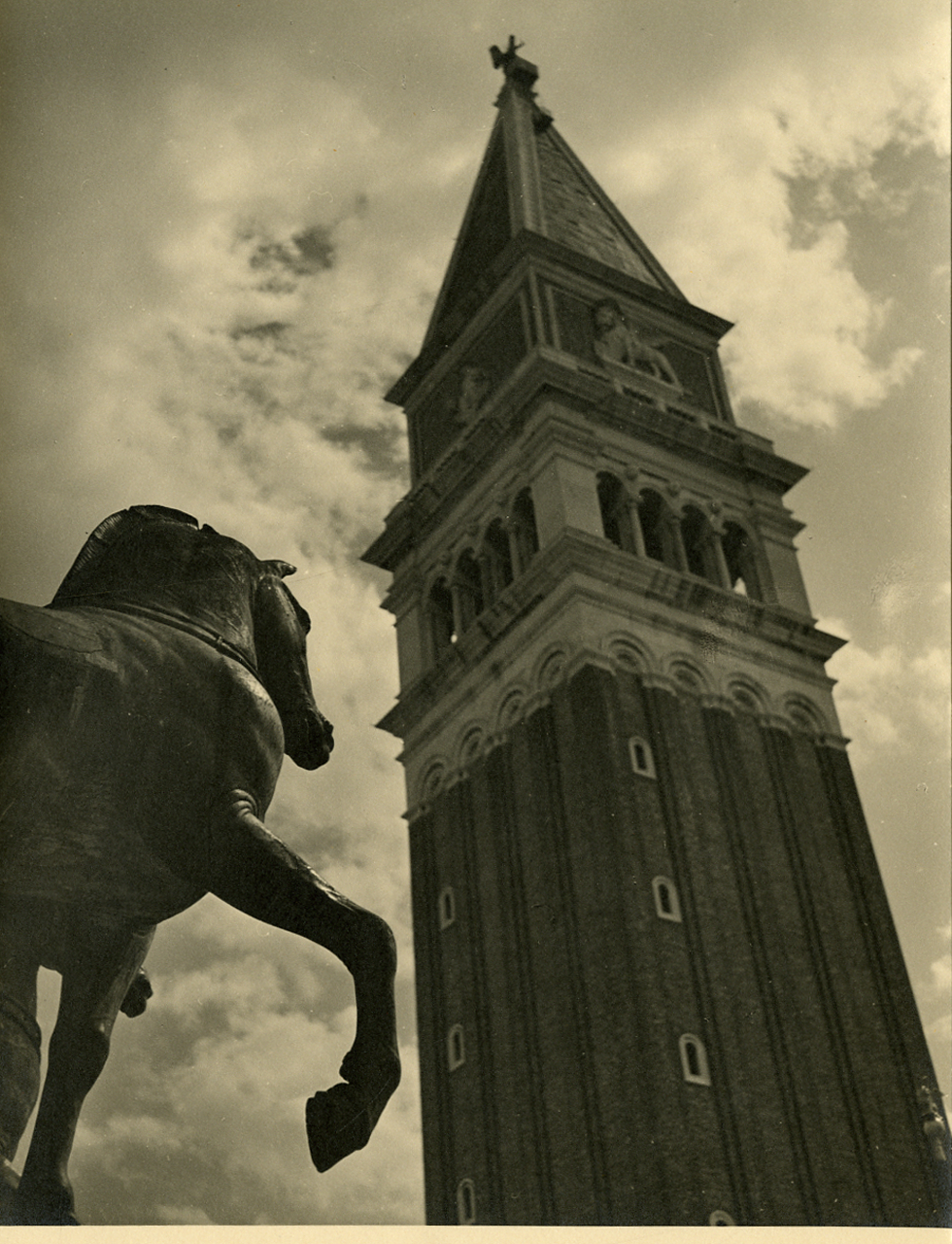
Campanile de Saint-Marc à Venise, (1949).
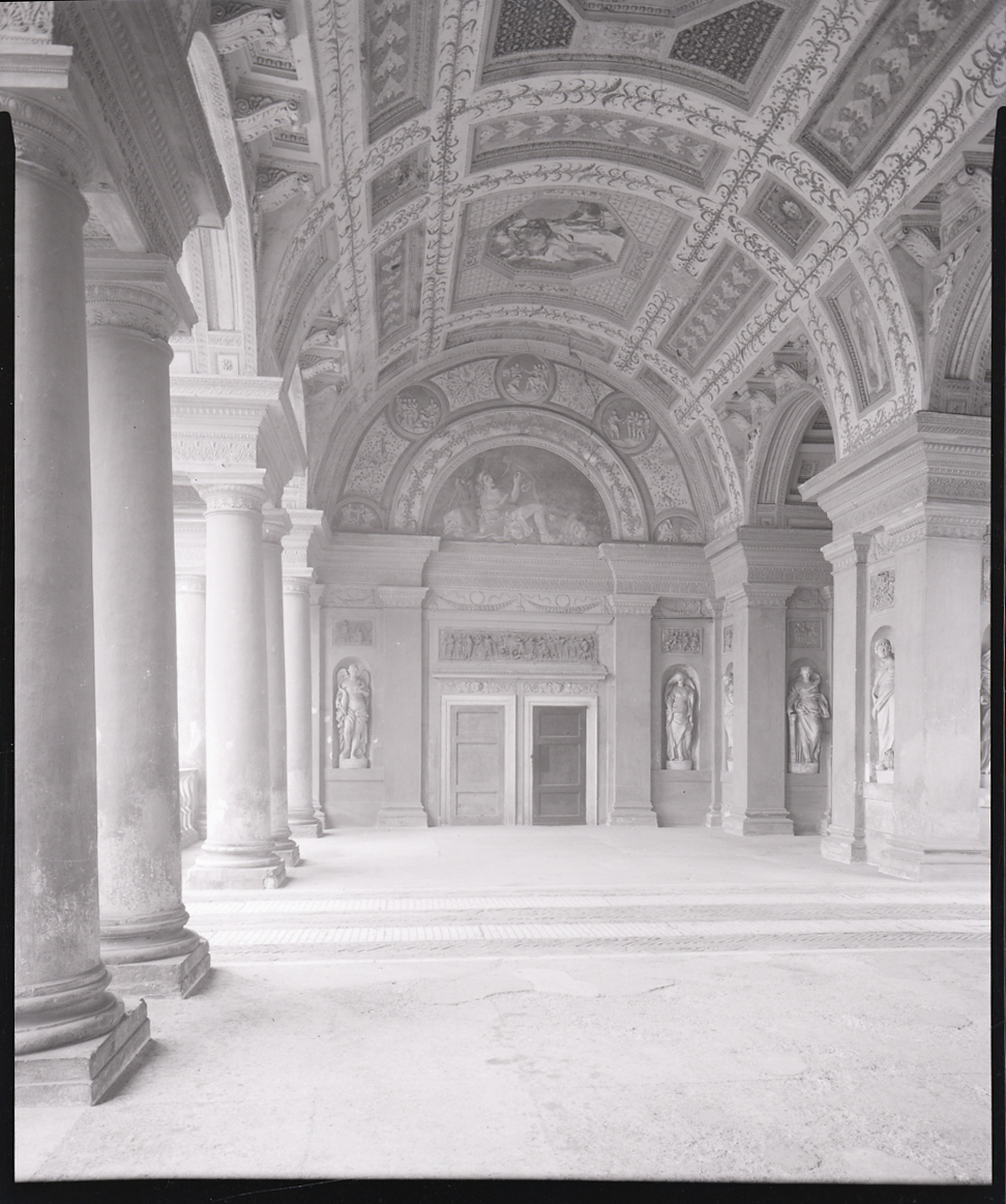
Loggia d'onore du Palais du Te, à Mantoue (1965).
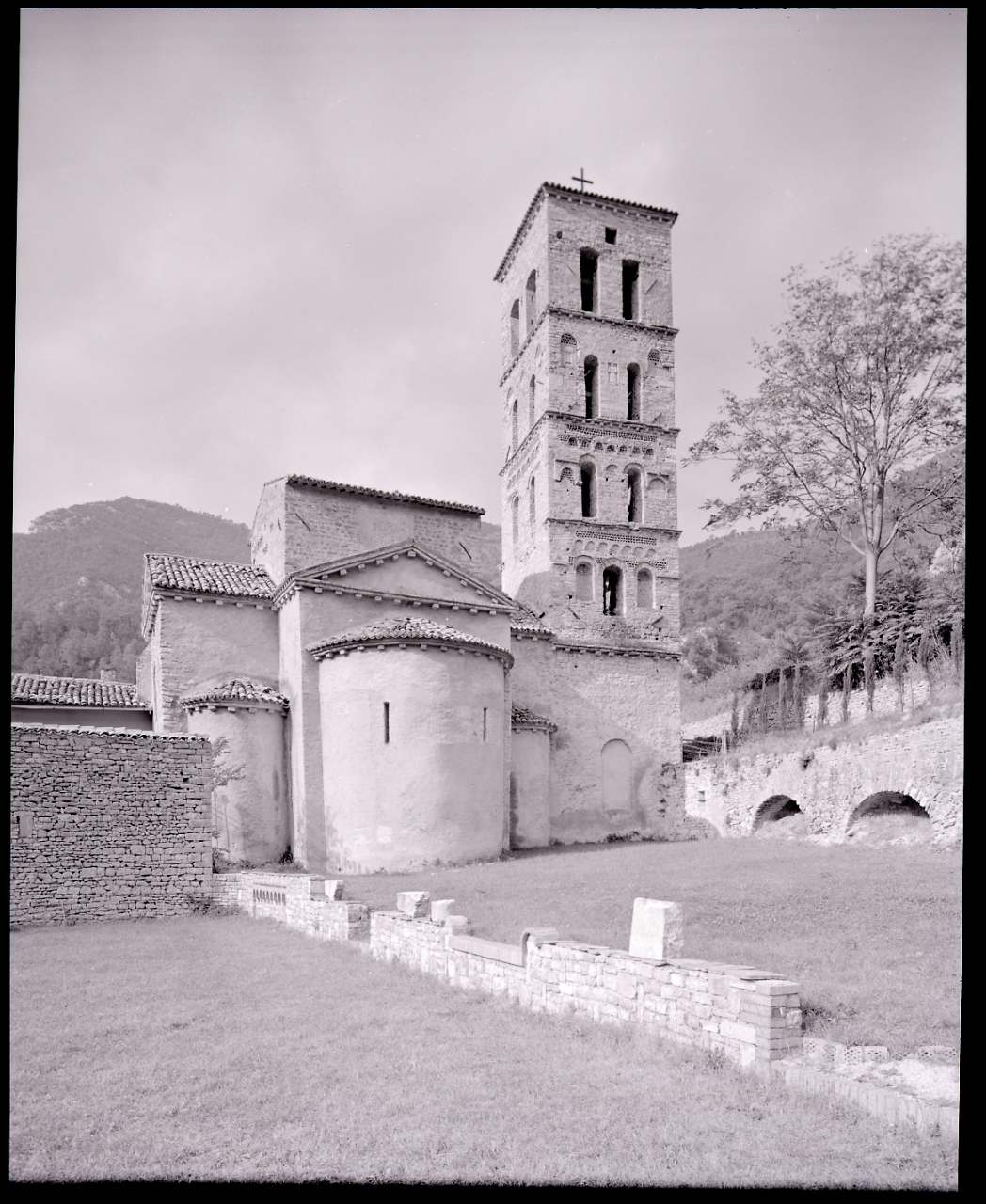
Abside et clocher de l'abbaye de San Pietro in Valle, à Ferentillo (1967).